# Yuri de Goguryeo
 (juin 2023).
Si vous disposez d'ouvrages ou d'articles de référence ou si vous connaissez des sites web de qualité traitant du thème abordé ici, merci de compléter l'article en donnant les références utiles à sa vérifiabilité et en les liant à la section « Notes et références ».
Le roi Yuri (38 av. J.-C. – 18 apr. J.-C. ou 19 av. J.-C. – 18 apr. J.-C.) était le deuxième souverain de Goguryeo, le plus septentrional des Trois Royaumes de Corée. Il était le fils aîné du fondateur du royaume, Chumo le Saint. Comme pour de nombreux autres premiers dirigeants coréens, les événements de sa vie sont largement connus du Samguk Sagi.

## Règne
Yuri est décrit comme un roi puissant et militairement couronné de succès. Il a conquis une tribu Xianbei en 9 av. J.-C. avec l'aide de Bu Bun-no. En 3 av. J.-C., Yuri a déplacé la capitale de Jolbon à Gungnae. En Chine, a dynastie Han a été renversée par Wang Mang, qui a établi la dynastie Xin. En 12 apr. J.-C., Wang Mang envoya des messagers à Goguryeo demandant à l'armée d'aider à conquérir les Xiongnu. Yuri a rejeté la demande et a plutôt attaqué Xin.
Il avait six fils dont Haemyeong et Muhyul. Haemyeong a été déclaré prince héritier de Goguryeo après la mort de Dojeol, qui était le fils aîné du roi Yuri. Cependant, ce dernier a aperçu Haemyeong trop aventureux et indiscipliné. Yuri l'a substitué par le fils cadet Muhyul en 14 apr. J.-C. Muhyul était le fils de Yuri avec la fille de Songyang. Muhyul régna plus tard en tant que roi Daemusin de Goguryeo.
Un poème prétendument transcrit par Yuri à sa concubine de prédilection, Chihui, existe encore. Il est nommé Hwangjoga (en hanja : 黃鳥歌, littéralement « Chant de l'Oiseau Jaune »).

## Succession
Le roi Yuri est mort en 18 apr. J.-C., après avoir régné pendant 37 ans. Son successeur était son plus jeune fils restant, Muhyul, qui est devenu le roi Daemusin.

## Famille
- Père : Roi Dongmyeong (동명성왕, 東明聖王)
  - Grand-mère : Dame Ha Yuhwa (하유화, 河柳花)
- Mère : Dame Ye (예씨 부인, 禮氏 夫人)
- Consorts et leurs numéros respectifs :

1. Reine du clan Song (왕후 송씨, 王后 松氏) ; fille de Song Yang, marquis Damul (송양 다물후, 松讓 多勿侯).
  1. Prince Dojeol (도절, 都切 ; décédé en 1 apr. J.-C.)
  2. Prince Haemyeong (해명, 解明 ; 12 av. J.-C. – 9 apr. J.-C.)
  3. Prince Muhyul (무휼, 無恤 ; 4 – 44 apr. J.-C.)
  4. Prince Yeojin (여진, 如津 ; décédé en 18 apr. J.-C.)[a]
  5. Prince Saekju (색주, 色朱 ; décédé en 48 apr. J.-C.)
  6. Prince Jaesa (재사, 再思)
  7. Prince Yeoyul (여율, 如栗)[b]
2. Dame Hwahui (화희, 禾姬)
3. Dame Chihui (치희, 雉姬)

## Théorie concernant le roi Yuri
Dans des études récentes, la plupart des historiens ont fait une série d'observations concernant la fondation de Goguryeo qui les amènent à croire que Yuri n'était peut-être pas le fils de Go Jumong mais un usurpateur.
Les observations qui mènent à cette réalisation sont la mort avancée de Jumong, le contraste de noms de famille, l'allure brutal de Yuri envers certains des sujets les plus prisés de Jumong et la discordance de règle de style. Jumong est décédé à l'âge de 40 ans, ce qui est assez tôt par rapport à celui de certains de ses successeurs et prédécesseurs. Très peu de dirigeants de cette période sont morts avant l'âge de 40 ans. Les différences de nom de famille peuvent indiquer un changement dynastique du nom de famille Go au nom de famille Hae.
Un autre point surprenant à considérer est le fait que la plupart des sujets les plus fiables de Jumong ont été exilés ou ont démissionné. Un exemple est Hyeob-bo, l'un des trois premiers disciples de Jumong. Selon le premier volume Goguryeo des Chroniques des Trois Royaumes (Samguk Sagi), Hyeob-bu n'est pas d'accord avec la façon dont le roi Yuri quitte à plusieurs reprises le palais pour chasser et exhorte fortement le roi à accorder plus d'attention aux affaires du pays.
Cependant, Yuri s'est énervé et a forcé Hyub-bo (ko) (陜父) à démissionner de son office. Cependant, cette déclaration peut s'avérer opposé par le fait que tous les fils de discussion de Jumong n'ont pas été supprimés. Les généraux Bu Bun-no (扶芬奴) et Oi ont servi Goguryeo pendant la majeure partie du règne du roi Yuri et ont joué un rôle actif dans le royaume. Goguryeo sous Yuri n'a pas montré la politique colonialiste stricte qui existait sous Jumong. Le dernier commentaire fait référence à une épée brisée dans la légende.
Certains historiens ont déduit que Yuri récupérant un morceau de l'épée brisée de Jumong et l'employant comme revendication signalait la chute du régime Jumong et l'ascension de Yuri au trône. Dans l'ensemble, le fait que Jumong soit décédé cinq mois après l'arrivée de Yuri a discrédité les historiens de ce choix. Cependant, ceci n'est qu'une doctrine et aucune spéculation ne peut être faite.

## Théorie concernant les noms de famille Go et Hae
Une conspiration et une raison de l'évolution de nom de famille royale est que, parce que le roi Yuri de Goguryeo a grandi sans père dans sa jeunesse et ne faisait pas partie de la famille royale Go, il a peut-être eu un nom de famille autre de Go. Quand Yuri, à l'âge adulte, est revenu dans la famille royale Go (avec le nom de famille Hae) et est devenu roi, il n'a pas changé de nom de famille, car il n'y avait pas de besoin urgent. Son nom de famille Hae dériverait de Hae Mosu, qui aurait pu être le père du roi Dongmyeongseong. Pour cette explication, les noms de famille des 2ème, 3ème, 4ème et 5ème monarques de Goguryeo sont restés Hae. Ces rois étaient soit les fils de Yuri, soit avaient un père qui était un ancien roi. Ainsi, le nom de famille Hae est resté le nom de famille royal de la monarchie Goguryeo pendant un certain temps.
Mais lorsque le 6e roi de Goguryeo, Taejodae de Goguryeo, monta sur le trône après une lutte de pouvoir pour le trône (entre lui et les descendants des rois Hea mentionnés ci-dessus), il changea son nom de famille royal en Go. La raison en était peut-être l'absence d'un père qui était le roi précédent et son besoin de renforcer le trône. Sans le nom de famille Go, la succession de Taejodae au trône serait très faible par rapport aux princes survivants des monarques Hae.

## Culture populaire
- Interprété par Ahn Yong-joon et Jung Yun-seok dans la série télévisée MBC de 2006-2007 Jumong.
- Interprété par Jung Jin-young dans la série télévisée KBS2 de 2008–2009 The Kingdom of the Winds.
- Interprété par Park Jung-woo dans la série télévisée KBS1 de 2010-2011 The King of Legend.